# Mr. Lee
 (décembre 2020).
Si vous disposez d'ouvrages ou d'articles de référence ou si vous connaissez des sites web de qualité traitant du thème abordé ici, merci de compléter l'article en donnant les références utiles à sa vérifiabilité et en les liant à la section « Notes et références ».

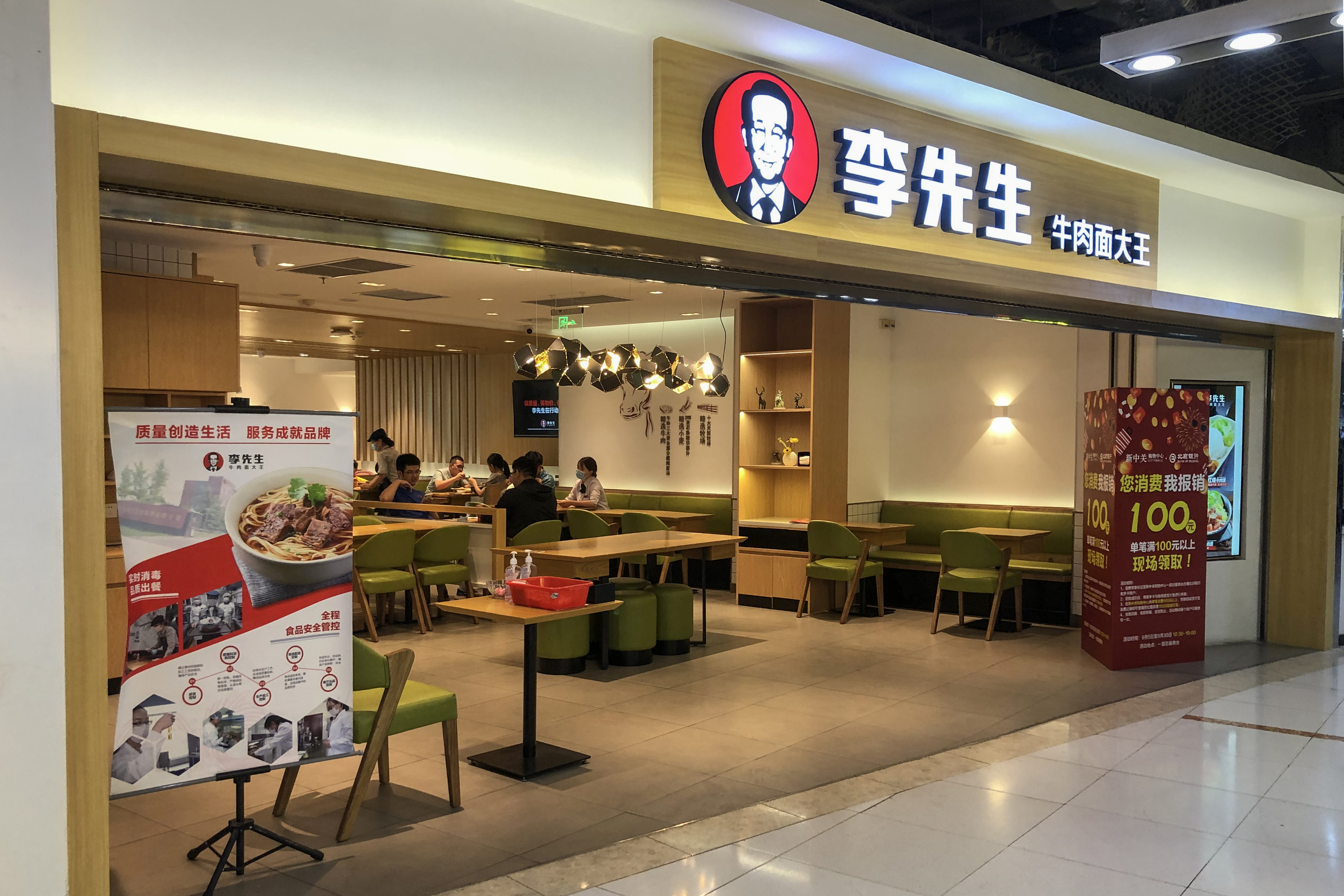
Un restaurant Mr. Lee au Gate City Mall à Pékin (septembre 2020). L'enseigne 李先生 (pinyin : Lǐ Xiānsheng) est accompagnée du descriptif 牛肉面大王 (pinyin : niúròumiàn dàwáng), qui signigie « roi de la soupe de nouilles au bœuf ».

Mr. Lee (chinois : 李先生 ; pinyin : Lǐ Xiānsheng) est une chaîne de restauration rapide chinoise, spécialisée dans les soupes de nouilles au bœuf. Le siège de l'entreprise est installé à Pékin.
La chaîne portait précédemment le nom de California Beef Noodle King U.S.A. (chinois : 美国加州牛肉面大王 ; pinyin : Měiguó Jiāzhōu niúròumiàn dàwáng), dans une volonté d'imiter et de concurrencer les chaînes de restauration rapide américaines implantées en Chine, comme McDonald's et KFC. Le logo de Mr. Lee, un portrait stylisé du fondateur sino-américain Li Beiqi (chinois : 李北祺 ; pinyin : Lǐ Běiqí) sur fond rouge, rappelle d'ailleurs le portrait du colonel Sanders, logo de KFC.
Le premier restaurant ouvre à Pékin en 1988. La chaîne est aujourd'hui présente dans la plupart des grandes villes de Chine, avec plusieurs centaines de restaurants.